# Aetomylaeus maculatus
Aetomylaeus maculatus är en rockeart som först beskrevs av Gray 1834.  Aetomylaeus maculatus ingår i släktet Aetomylaeus och familjen örnrockor. IUCN kategoriserar arten globalt som starkt hotad. Inga underarter finns listade i Catalogue of Life.